# Gräsvikens metrostation
Gräsviken (finska: Ruoholahti) är en station inom Helsingfors metro i delområdet Gräsviken i stadsdelen Västra hamnen.
Stationen öppnades den 16 augusti 1993 och ligger helt under jorden. Ungefär 1 100 meter före stationen ligger Kampen. Gräsviken var ändstation i över 24 år fram till Västmetrons öppnande i november 2017.
Jaakko Kontio och Seppo Kilpiä projekterade stationen. Väggarna före och efter rulltrapporna är dekorerade med keramik av konstnären Juhana Blomstedt.

## Galleri

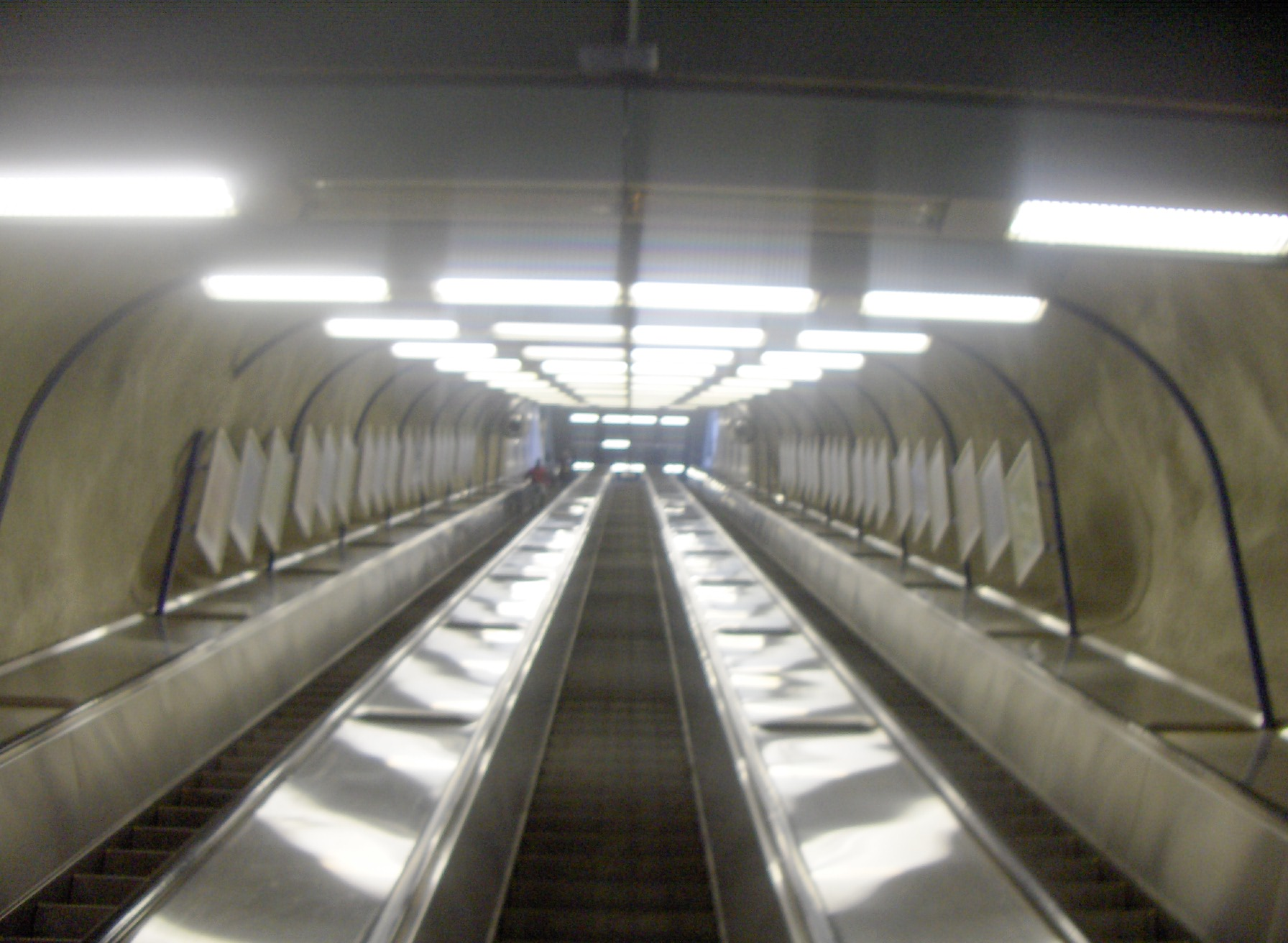
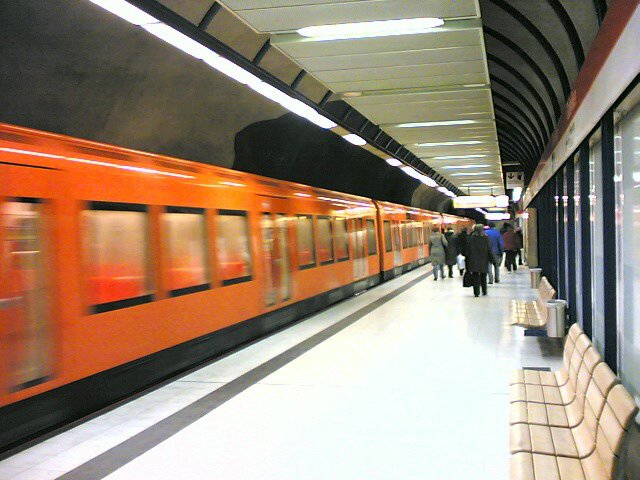